# Copelatus saegeri
Copelatus saegeri är en skalbaggsart som beskrevs av Guignot 1955. Copelatus saegeri ingår i släktet Copelatus och familjen dykare. Inga underarter finns listade i Catalogue of Life.